# MultiMedia Card
MultiMedia Card (MMC) — портативная флеш-карта памяти, использующаяся для многократной записи и хранения информации в портативных электронных устройствах: цифровых фотоаппаратах, мобильных телефонах и т. д.
Существует также разработанная в 1997 году компаниями Siemens AG и SanDisk Siemens SIMATIC S7, MICRO Memory Card (MMC), конструктивно идентичная карте MultiMedia Card, однако отличающаяся по логической разметке и предназначенная исключительно для использования в ПЛК SIMATIC S7-300/C7/ET 200 фирмы Siemens. Использование такой карты взамен Multimedia Card возможно, в отличие от использования Multimedia Card взамен Micro Memory Card.
Размер такой карты — 24×32×1,5 мм. Напряжение — 3,3 В. Ёмкость — от 64 кБ до 4 ГБ.

## Модификации
Существует несколько модификаций карт памяти MultiMedia Card:
1. MMC
2. RS-MMC
3. MMCplus
4. MMCmobile
5. MMCmicro.

С 2004 года выпускается также в уменьшенном 24×18×1,5 мм — RS-MMC (англ. Reduced size MMC). С помощью простого механического адаптера карты RS-MMC можно использовать с оборудованием, рассчитанным на MMC. Выпускаются также Dual Voltage Reduced Size MMC (MMCmobile), которые могут работать не только на стандартном напряжении питания 3 В, но и на 1,8 В.
MMC по большей части совместима с разработанной чуть позднее SD-картой и может использоваться вместо SD. В обратном направлении замена чаще всего невозможна, так как SD-карты толще MMC и просто механически могут не войти в слот для MMC-карты. MMC поддерживает относительно простой открытый интерфейс передачи данных SPI.
Существуют[когда?] стандарты MMCplus (высокая скорость передачи данных и поддержка 8-битной шины данных (в SD и MMC используются 4-битная шина данных), для чего была добавлена дополнительная группа контактов, и MMCmicro (размером 12 x 14 x 1,1 мм). MMCplus полностью совместимы с SD-/MMC-устройствами, в устройствах без полной поддержки MMCplus эта карта работает как стандартная MMC.
Существует[когда?] MMCplus HC (размер 24 x 32 x 1,4 мм) объёмом 64 и более Гб.

## Версии стандарта
Изначальная версия стандарта MMC была разработана в 1996 компаниями Siemens и SanDisk. MMC 2.0 появился в 1999, 3.0 — в 2001 году.
На базе MMC был разработан стандарт Secure Digital; SD 1.0 был официально совместим с MMC 2.11.
В MMC 4.0 (2003 год) были введены режимы с 4-разрядной и 8-разрядной шинами, значительно увеличившие возможные скорости, однако 8-битная шина поддерживается крайне редко.
В 2008 году контроль над стандартом MMC полностью получила организация EIA JEDEC. В версии MMC 4.3 был представлен новый вариант eMMC (embedded MMC – встроенная ММС), предназначенный для применений, когда модуль памяти припаивается к печатной плате устройства. Несмотря на измененный форм-фактор, протокол и возможности у eMMC и MMC совпадают.
В марте 2009 года компания JEDEC опубликовала версию 4.4.
В марте следующего года JEDEC представила версию 4.41.
15 июня 2011 года компания JEDEC опубликовала версию 4.5.
В июне 2012 года компания JEDEC представила стандарт 4.51.
1 октября 2013 года JEDEC опубликовала стандарт 5.0.
24 февраля 2015 года компания JEDEC представила новый стандарт носителя 5.1.

## Спецификации

### RS-MMC
Penza

### eMMC
eMMC (embedded Multimedia Memory Card – встроенная мультимедийная карта памяти) – это одночиповый накопитель, чаще всего применяемый в смартфонах, планшетах, нетбуках и других компактных устройствах. В нем контроллер совмещен с флэш-памятью. Главные недостатки такого решения, в сравнении с SSD, — это полудуплексный режим обмена данными и большие задержки. А главные преимущества – компактность, низкое энергопотребление и цена.